# Kečkovce
Kečkovce (in ungherese Kecskőc) è un comune della Slovacchia facente parte del distretto di Svidník, nella regione di Prešov.